# Hägnagölen (Madesjö socken, Småland)
Hägnagölen är en sjö i Nybro kommun i Småland och ingår i Hagbyåns huvudavrinningsområde.